# Slegfred
Slegfred er en gammel betegnelse for en kvinde der lever sammen med en mand uden at være gift.
I Jyske Lov, 1. bog, §27 står der:[kilde mangler]
Hvis nogen har en slegfred i gårde hos sig i tre vintre og åbenlyst går til sengs med hende, og hun råder over lås og lukke og åbenlyst spiser og drikker med ham, da skal hun være hans ægtehustru og rette husfrue.